# Estación de Canal-Caveira
La Estación Ferroviária de Canal-Caveira, igualmente conocida como Estación de Canal Caveira, es una estación de ferrocarriles de la Línea del Sur, que sirve a la localidad de Canal Caveira, en el Distrito de Setúbal, en Portugal.

## Características

### Vías y plataformas
En enero de 2011, disponía de dos vías, ambas con 410 metros de longitud; la única plataforma tenía 70 a 40 centímetros de altura, y 70 a 50 metros de longitud.

## Historia
El tramo entre Lousal y Canal Caveira abrió a la explotación el 20 de septiembre de 1916, integrado en la Línea del Sado; la línea continuó hasta Grândola, que entró en servicio el 22 de octubre del mismo año.